# Gilles Blaser
Gilles Blaser (ur. 16 grudnia 1952 w Genthod) – szwajcarski kolarz przełajowy, dwukrotny medalista mistrzostw świata.

## Kariera
Pierwszy sukces w karierze Gilles Blaser osiągnął w 1978 roku, kiedy zdobył srebrny medal w kategorii amatorów podczas przełajowych mistrzostw świata w Amorebieta. W zawodach tych wyprzedził go jedynie Belg Roland Liboton. Na rozgrywanych rok później mistrzostwach świata w Saccolongo był drugi w kategorii elite. Lepszy okazał się tam tylko jego rodak Albert Zweifel, a trzecie miejsce zajął Robert Vermeire z Belgii. Blaser był też między innymi siódmy na rozgrywanych w 1982 roku mistrzostwach świata w Lanarvily. Nigdy nie wystąpił na igrzyskach olimpijskich. W 1984 roku został wicemistrzem Szwajcarii, a trzy lata później zakończył karierę.